# Lucio Artorio Casto
Lucio Artorio Casto (in latino: Lucius Artorius Castus; ... – Liburnia, ...; fl. II secolo) è stato un militare romano il quale, secondo alcuni studiosi, sarebbe la figura storica alla base di re Artù.

## Biografia
La maggior parte delle informazioni disponibili su Lucio Artorio Casto proviene essenzialmente da un'epigrafe trovata in due frammenti (e lacunosa) a Podstrana (l'antica Pituntium), sulla costa della Dalmazia: si trattava certamente di una lastra del sarcofago di Artorio. Una seconda iscrizione più breve, una targa commemorativa ritrovata nella stessa località dalmata, riporta solo pochi dati simili a quelli del sarcofago. Una terza iscrizione, recante il solo nome di Lucio Artorio Casto, riferibile allo stesso personaggio o a un suo omonimo, fu ritrovata a Roma e attualmente è al Louvre. Dalle iscrizioni conservate, tuttavia, non è consentito ricavare dati cronologici certi relativi al personaggio, che dubitativamente viene collocato alla fine del II secolo.
Era membro della gens Artoria, sull'origine della quale ci sono varie ipotesi. La prima a essere avanzata è che fosse di origine etrusco-retica ma la latinizzazione in Artor è alquanto forzata. Altre ipotesi lo vogliono originario dell'odierna Valle d'Aosta (dal nome nobile gallo-romano "Artois") o della Campania.
Secondo il lungo testo dell'iscrizione del sarcofago, Artorio Casto era stato un centurione della Legio III Gallica e successivamente della Legio VI Ferrata (entrambe stanziate in Siria e Palestina nella seconda metà del II secolo), poi passato alla Legio II Adiutrix (stanziata in Pannonia ai tempi di Commodo) e infine alla Legio V Macedonica (schierata sul fronte danubiano, contro Daci e Sarmati al tempo di Marco Aurelio e Commodo), della quale fu anche nominato primus pilus (primo dei centurioni). Divenne poi praepositus della flotta di Miseno (cioè la forza navale di stanza nella baia di Napoli) e infine prefetto della Legio VI Victrix (dislocata nella provincia di Britannia sin dal 122). Ricevette il titolo di "dux", riservato a chi si era distinto per imprese eccezionali.
Casto si ritirò poi dall'esercito e divenne procurator centenarius (cioè governatore, con una provvigione di centomila sesterzi annui) della Liburnia (la parte settentrionale della Dalmazia), dove certamente concluse la sua vita, erigendo un mausoleo funebre a Pituntium, nei pressi di Salonae Palatium.

### Ricostruzioni storiche
La datazione dell'iscrizione dalmata (risalente a prima del 200), la sua posizione di prefetto della Legio VI Victrix, stanziata in Britannia, suggerisce che potrebbe essere stato uno dei comandanti militari al seguito di Ulpio Marcello (forse un suo parente, dato che la gens Ulpia  era imparentata con la gens Artoria), il quale nel 185, come ricorda Cassio Dione, ottenne una vittoria contro i Caledoni, che valse all'imperatore Commodo l'appellativo di Britannicus. La definizione di Casto nel testo come «dux leggionum .. Britaniciniarum» indica che successivamente ottenne un ampio comando, sempre in Britannia, o a capo delle legioni stanziate in Britannia. Le parole «adversus Arm...», ricostruite come «adversus Armoricos», suggeriscono che sia stato anche a capo di una spedizione militare in Armorica (corrispondente alle odierne Bretagna e Normandia). Se Casto partecipò alla vittoriosa campagna guidata da Ulpio Marcello contro i Caledoni e poi al pattugliamento e alla difesa del Vallo di Adriano, doveva essere stanziato, secondo alcuni studiosi, a Bremetenacum (moderna Ribchester) con un contingente di cavalieri sarmati. Quando i legionari in Britannia si ammutinarono, Casto potrebbe essere rimasto fedele all'imperatore (un avo di Commodo era Marcus Artorius Geminus, del periodo augusteo); quello che è certo, in base all'epigrafe, è che Casto, dopo essere stato alto ufficiale nella Legio VI Victrix, ebbe il prestigioso titolo di dux.
Secondo alcuni studiosi questa interpretazione porterebbe all'identificazione di Casto con il personaggio storico dietro la leggenda di Re Artù: l'ipotesi fu avanzata per la prima volta da Kemp Malone nel 1924: sebbene infatti Casto non visse al tempo delle invasioni sassoni in Britannia (V secolo), si potrebbe pensare che il ricordo delle gesta di Casto, tramandate nelle tradizioni locali, andarono crescendo col tempo fino a formare le prime tradizioni arturiane. Tale ipotesi è stata rafforzata dal parallelismo tra i racconti mitologici degli Osseti del Caucaso, ultimi discendenti dei Sarmati (un cui consistente nucleo fu trasferito dai Romani in Britannia), e i racconti arturiani. La prima apparizione del personaggio "Arthur", qualificato "dux" così come Artorius nell'epigrafe, nella Historia Brittonum del IX secolo, secondo lo storico Leslie Alcock era tratta da un poema gallese, originariamente privo di un riferimento cronologico preciso, come pure di una indicazione degli avversari contro cui combatté le sue dodici vittoriose battaglie.
Alcuni studi (Xavier Loriot e altri) tendono tuttavia a leggere nell'epigrafe «Armenios» in luogo di «Armoricos», modificando il quadro spaziale (spedizione in Armenia e non in Armorica) e temporale (III secolo secondo Loriot, anteriore al 170 secondo altri) della vita e delle gesta di Lucio Artorio Casto, tentando di slegare le sue gesta dal rapporto con i Sarmati stanziati in Britannia. Guido Migliorati ha successivamente confutato questa interpretazione, ritenendo poco probabile che la spedizione sia avvenuta in Armenia anziché nell'Europa occidentale e riportando la carriera del personaggio al periodo commodiano.

## Influenza culturale
- Lucio Artorio Casto è identificato con re Artù nel film del 2004 King Arthur e nell'espansione del videogioco Rome: Total War del 2005, intitolata: Barbarian Invasion.
- Lucio Artorio Casto è menzionato più volte nel manga Vinland Saga, di Makoto Yukimura.
- Artorias, uno dei 4 generali di Lord Gwyn della famosa saga di Dark Souls, prende il nome dal condottiero romano.